# Janko Veber
Janko Veber, né le 30 juillet 1960 à Ljubljana, est un homme d'État slovène membre des Sociaux-démocrates (SD). Il est ministre de la Défense du 18 septembre 2014 au 5 avril 2015.

## Biographie

### Formation et vie professionnelle
Diplômé en 1988 de la faculté d'architecture, de génie civil et de géodésie de l'université de Ljubljana, il travaille dans le secteur privé entre 1990 et 1996.

### Parcours politique
En 1994, Janko Veber est élu maire de Kočevje, au sud de la Slovénie. À compter de 1996, il cumule ce mandat avec celui de député à l'Assemblée nationale. Il abandonne sa mairie en 2010.
À la suite des élections anticipées du 4 décembre 2011, il prend la présidence du groupe parlementaire social-démocrate. Le 27 février 2013, du fait d'un changement de majorité parlementaire, Janko Veber est élu président de l'Assemblée nationale.
Il cède son poste le 1er août 2014, mais devient le 18 septembre ministre de la Défense dans le gouvernement centriste du libéral Miro Cerar.